# 巴彦布拉格诺尔
巴彦布拉格诺尔是位于中国内蒙古自治区呼伦贝尔市新巴尔虎右旗额尔敦乌拉苏木西北的一个湖泊。其位置约在东经116°24′，北纬49°19′。该湖的沉积物主要为石盐。巴彦布拉格诺尔在蒙古语中的意思是富泉。